# Première annexion française des États de Belgique
 (août 2015).
Si vous disposez d'ouvrages ou d'articles de référence ou si vous connaissez des sites web de qualité traitant du thème abordé ici, merci de compléter l'article en donnant les références utiles à sa vérifiabilité et en les liant à la section « Notes et références ».
 (août 2015).
1792–1793
Entités précédentes :
- Pays-Bas autrichiens

Entités suivantes :
- Pays-Bas autrichiens

La Première annexion française des États de Belgique est la période d'occupation des Pays-Bas autrichiens et de la Principauté de Liège en 1792 et de la tentative d'annexion de ces territoires par la France révolutionnaire au début de 1792 jusqu'au retour des troupes du Saint-Empire romain germanique en mars 1793.
S'ensuivra la seconde annexion française des États de Belgique en 1794 qui, elle, durera jusqu'à la fin du Premier Empire de Napoléon Ier, en 1814.
Elle marque le début de la période française de l'histoire de Belgique.

## Contexte

### Les Pays-Bas autrichiens (1713-1794)
Les Pays-Bas méridionaux désigne les territoires au sud de la république des Provinces-Unies (qui sont grosso modo les Pays-Bas actuels), soit ce qui compose aujourd’hui majoritairement la Belgique et le Luxembourg. 
Ces territoires appartenaient aux Habsbourg d'Espagne de 1516 à 1714, puis, à la suite du Traité d'Utrecht (1713), la suzeraineté est transférée à la branche des Habsbourg d'Autriche et ils devinrent alors les Pays-Bas autrichiens. Ils étaient de plus en plus nommés les « Pays-Bas belgiques » en français et formaient un ensemble de principautés féodales dépendant du Saint-Empire Romain germanique, réunies depuis les ducs de Bourgogne, sous un même prince, les duchés de Lothier, Brabant, Limbourg, Luxembourg et Gueldre ; le marquisat du Saint-Empire ; les comtés de Flandre, Hainaut et Namur ; et les seigneuries de Malines, Tournai et le Tournaisis, devenu héritage de la maison d'Autriche. 
En 1789, les réformes progressistes et centralisatrices (politiques et religieuses) brutales qu'impose l'empereur Joseph II du Saint-Empire provoquent le désaccord des États généraux des Pays-Bas et conduisent à une insurrection, la révolution brabançonne, puis à la création d'une éphémère confédération des États belgiques unis créée à la suite du traité d'union du 31 janvier 1790 entre une partie des états membres des Pays-Bas autrichiens (duché de Brabant, Gueldres, comté de Flandre, comté de Hainaut, comté de Namur, Malines), le pays de Loos et le grand-duché de Luxembourg étant toujours sous domination des troupes impériales. De son côté, Liège, indépendante des Pays-Bas autrichiens, a fait sa révolution, et une république liégeoise a été instituée.
Cependant, les États belgiques unis ne peuvent pas résister au retour des troupes impériales. Les différentes provinces sont reprises entre le 27 novembre 1790 et la fin de l'année. L'armée impériale reprend ainsi le pouvoir au nom de l'empereur Léopold II. Ce dernier intervint également à Liège pour restaurer l'Ancien Régime et rétablir le prince-évêque Hoensbroeck.

### La Révolution française
Pendant ce temps a lieu la Révolution française dès la convocation des États généraux le 5 mai 1789 à Paris. Les révolutionnaires des provinces belges et de Liège se réfugient alors dans la capitale française et forment le Comité des Belges et Liégeois unis, le 20 janvier 1792.

## L'occupation française des Pays-Bas autrichiens (1792)

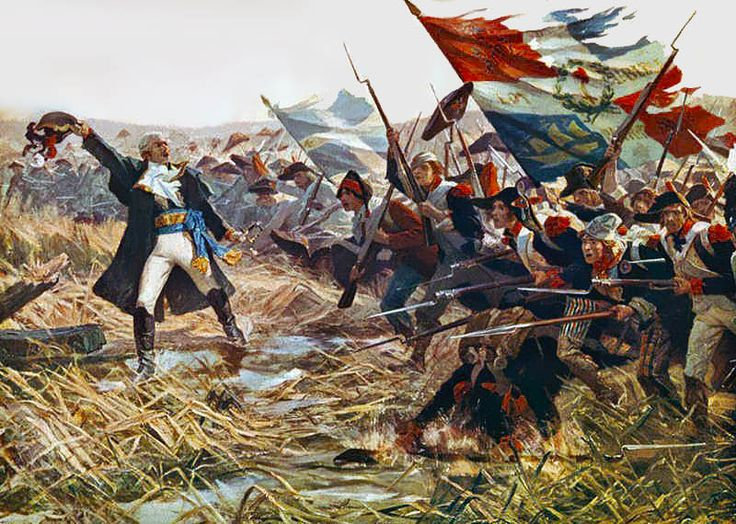
La bataille de Jemappes.

Le 20 avril 1792, Le roi Louis XVI propose à l'Assemblée législative de déclarer la guerre au Saint-Empire. Après le vote des députés, la guerre est déclarée au roi de Bohême et de Hongrie, François Ier.
L'armée française se prépare à envahir les Pays-Bas autrichiens. Une légion liégeoise et trois légions belges composées de partisans belges et liégeois réfugiés en France se joignent à cette armée française.
Les premières rencontres entre les troupes françaises et les troupes impériales dans les Pays-Bas autrichiens tournèrent à l'avantage de des dernières :
- La défaite des français commandés par le général Biron à Quiévrain les 29 et 30 avril 1792.
- La déroute des français commandés par le maréchal de camp Théobald Dillon à Marquain, le 29 avril 1792.

Après la déclaration de guerre de la Prusse à la France, le 14 juillet 1792, la défaite des Prussiens à Valmy, le 20 septembre 1792 renverse la situation.
L'armée française composée de 60 000 hommes, dont les régiments belges et liégeois, et conduite par le général Charles François Dumouriez franchit la frontière des Pays-Bas autrichiens. L'armée impériale les attend à Jemappes. Le 6 novembre 1792, l'attaque en masse des troupes françaises met en fuite l'armée impériale commandée par Bender.
Pendant que les troupes impériales, composées de 18 000 soldats, battent en retraite vers la place forte de Luxembourg, le gouvernement évacue Bruxelles. Les Français entrent à Bruxelles le 14 novembre 1792 et poursuivent les impériaux dans leur retraite, Louvain, Tirlemont, Liège jusqu'à la Roer.
La citadelle d'Anvers tombe le 28 novembre 1792, Namur se rend le 2 décembre 1792. L'estuaire de l'Escaut, bloqué depuis 1648, et que l'empereur Joseph II avait tenté vainement de faire ouvrir en 1782, est rouvert dès le 16 novembre 1792. La plupart des provinces des Pays-Bas autrichiens et la Principauté de Liège sont « libérées » de l'occupation autrichienne pour une occupation française.

## La gestion politique des provinces belges par la France (1792-1793)

### La Belgique sous Dumouriez (fin 1792)
Les Français sont accueillis en libérateurs par la population des Pays-Bas accablée par les réactions autrichiennes qui ont suivi les révolutions de 1789.
Dès le lendemain de la bataille de Jemmapes, des élections sont organisées en Flandre, dans le Hainaut, le Tournaisis et le Namurois afin d'y constituer des assemblées provinciales. Il existe toutefois des divergences de vues :
- entre Dumouriez et le Comité des Belges et Liégeois unis : le premier souhaite l'élection d'une assemblée législative tandis que le comité donne la priorité à la formation d'un gouvernement provisoire.
- entre les statistes belges et les Liégeois favorables au rattachement à la France.

Le 12 mai 1790, la Constituante française a déclaré dans un décret que la nation française renonce à entreprendre aucune guerre dans le but de faire des conquêtes ! De plus, le 19 novembre 1792, la Convention nationale française déclare par un décret de promettre secours et fraternité à tous les peuples qui veulent recouvrer leur liberté.
Cependant dès le 30 novembre 1792, Dumouriez s'oppose aux commissaires de la République envoyés par la Convention en Belgique, dont Danton et Delacroix tous deux partisans d'une annexion pure et simple des territoires belges à la France. En effet, Dumouriez se rallie à l'opinion majoritaire des Belges qui sont partisans d'une République indépendante.
Dumouriez envoya une lettre à la Convention pour faire part de ses succès, elle y fut lue dans la séance du 10 novembre 1792. En voici le début : « Citoyen Président, depuis cinq jours, l'armée de la République s'est trouvée en présence des Impériaux ; elle a combattu tous les jours, et enfin la ville de Mons a été le fruit de la victoire. Nous y avons été reçu ce matin en frères ; la souveraineté du peuple y est la base de toutes les opinions ; chacun s'empresse de prendre les armes pour soutenir la cause de la Liberté »
Cependant, les français changent de doctrine lorsque Brissot, qui parlait encore le 21 novembre d'une ceinture de républiques autour de la France, exhorte le 26 devant la Convention de reculer nos barrières jusqu'au Rhin.
Et cela, malgré l'intervention, le 4 décembre 1792, de députés belges à la Convention française qui demandent à ce qu'aucun traité ne soit conclu à moins que l'indépendance de la Belgique et du Pays de Liège ne soit formellement reconnue et établie.
Le Convention édite un nouveau décret, le 15 décembre 1792, par lequel la France proclame la liberté et la souveraineté de tous les peuples chez lesquels elle a porté et elle portera les armes. cependant le texte détaillé du décret met en évidence une tutelle du peuple libéré jusqu'à la fusion naturelle avec le France.
Dès le 14 décembre 1792, Dumouriez ordonne de procéder sans tarder à des élections le 10 janvier 1793. Mais l'intervention des statistes neutralise ce processus et le décret du 15 décembre entre en vigueur le 1er janvier 1793.

### L'intégration de villes et de provinces de Belgique à la France (1793)
Dès le 1er janvier 1793, un décret de la Convention de France demande à ses commissaires dans la Belgique de venir la renseigner sur la situation dans le pays et décide l'envoi de commissaires nationaux dans la Belgique.
Le 12 janvier 1793, des représentants provisoires du peuple libre de la ville de Louvain s'adressent aux députés de la Convention de France pour demander l'annulation du décret du 15 décembre 1792 et demander à la France de renoncer à la conquête de la Belgique.
Tandis que le 13 janvier 1793, les citoyens Bosque, juge de paix, et Camus sont remplacés par deux nouveaux commissaires nationaux en Belgique, le citoyen Treilhard.
L'annexion de la Belgique est réclamée par Danton le 13 janvier 1793 dans une déclaration à la Convention où il exprime la doctrine des frontières naturelles de la France : Les limites de la France sont marquées par la nature, nous les atteindrons des quatre coins de l’horizon, du côté du Rhin, du côté de l’Océan, du côté des Alpes. Là doivent finir les bornes de notre République.
L'Assemblée générale des peuples souverains du Hainaut de Mons réagit également en refusant le décret de la convention du 15 décembre 1792.
Le 23 janvier 1793, la Convention française renvoie au Comité Diplomatique, la demande d'incorporation de la ville de Mons à la France.
Le 29 janvier 1793, la Convention décide l'incorporation provisoire des trois légions belges dans les troupes de la république française.
À partir de mars 1793, la République française intègre progressivement, via des décrets de la Convention, dans son territoire les provinces, villes, faubourgs et communes de l'État belgique, et cela toujours conformément au souhait du peuple souverain :
- Le 1er mars 1793 : l'intégration de la ville, des faubourgs et de la banlieue de Bruxelles
- Le 2 mars 1793 : la réunion du pays de Hainaut, sous le nom de département de Jemmapes (quatre-vingt-sixième département).
- Le 2 mars 1793 : la réunion des communes composant le pays de Franchimont, Stavelot et Logne.
- Le 2 mars 1793 : la réunion de la ville de Gand à la France.
- Le 4 mars 1793 : la réunion de la ville de Florennes et de trente-six villages formant son arrondissement.
- Le 4 mars 1793 : la réunion de la ville et banlieue de Tournai à la France.
- Le 9 mars 1793 : la réunion de la ville et banlieue de Louvain à la France.
- Le 11 mars 1793 : la réunion à la France de la ville d'Ostende, à la demande de son peuple, et de la ville de Namur, à la demande d'un membre. Cette dernière demande est renvoyée au Comité Diplomatique.
- Le 16 mars 1793 : la réunion des villes et banlieues de Namur, Ham-sur-Sambre, Charles-sur-Sambre, Fleurus et Wasseigne à la France.
- Le 23 mars 1793 : la réunion à la France des communes de Nerel, d'Aeltre, de Thouroult, de Blanckenberg, d'Etloc, de Damne et la banlieue de Bruges.
- Le 25 mars 1793 : la réunion à la France des communes de Marquain, de Chin, de Tramegnies, etc (Tournaisis).
- Le 12 mai 1793 : la réunion à la France du Pays de Liège à la demande de citoyens de Liège réfugiés à Paris et entendus par la Convention.

Le 16 mars 1793, les citoyens Danton, Delacroix et Robert se rendent en Belgique à la demande de la Convention.
Le 25 mars 1793, la Convention édite le tableau des divisions administratives de la Belgique en cantons, districts et départements.

## La seconde restauration autrichienne (1793)
Le 31 janvier 1793, la Convention nationale française déclare au nom de la nation française que la République française est en guerre avec le roi d'Angleterre et avec la république des Provinces-Unies.
Le général Dumouriez reçoit l'ordre d'envahir les Provinces-Unies. Les troupes françaises s'emparent de Bréda le 25 février 1793 et de Geertruidenberg le 4 mars 1793.
Cependant l'armée impériale sous les ordres du prince de Cobourg s'est réorganisée pendant l'hiver et elle prend, le 1er mars 1793, la ville de Maastricht défendue par les troupes du général Miranda et occupe le 5 mars 1793, la ville de Liège.
Les Impériaux continuent leur progression vers Bruxelles et rencontrent le 15 mars 1793 l’avant-garde de l’armée française près de Tirlemont. Le 18 mars 1793, la bataille de Neerwinden marque une défaite importante de l'armée française qui abandonne le territoire des États belgiques et entreprend une retraite vers les places du nord de la France. Le général Dumouriez décide de rompre avec la République française et rejoint les forces du Saint-Empire.
La restauration de l'ancien régime est complète dans les anciens Pays-Bas autrichiens et dans la Principauté de Liège.
L'empereur François II reprend la direction des Pays-Bas avec l'assentiment du peuple belge, dans un esprit d'ouverture tandis que le Prince-évêque Méan de Liège réprime durement cette révolution.
L'empereur François II désigne l'archiduc Charles comme gouverneur et le comte de Metternich-Winnenburg comme ministre plénipotentiaire des Pays-Bas autrichiens. Leur entrée à Bruxelles, le 26 mars 1793 est un triomphe.